# Södertälje BBK
Le Södertälje BBK est un club suédois de basket-ball basé à Södertälje. Le club appartient à la Svenska Basketligan (SVL) soit le plus haut niveau du championnat suédois.

## Historique
Södertälje Kings.jpg

## Palmarès
- Champion de Suède : 1978, 1987, 1988, 1990, 1991, 1992, 2005, 2013, 2014, 2015 et 2016

## Joueurs marquants
- Jonathan Skjöldebrand
- Toni Bizaca
- John Roberson
- Dino Pita

## Entraîneurs
- 1977-1982 :  Brad Dean
- 1986-1989 :  Brad Dean
- 1990-1993 :  Bill Magarity
- ? :  Jonte Karlsson
- 2010-2017 :  Vedran Bosnić